# 고토히라궁

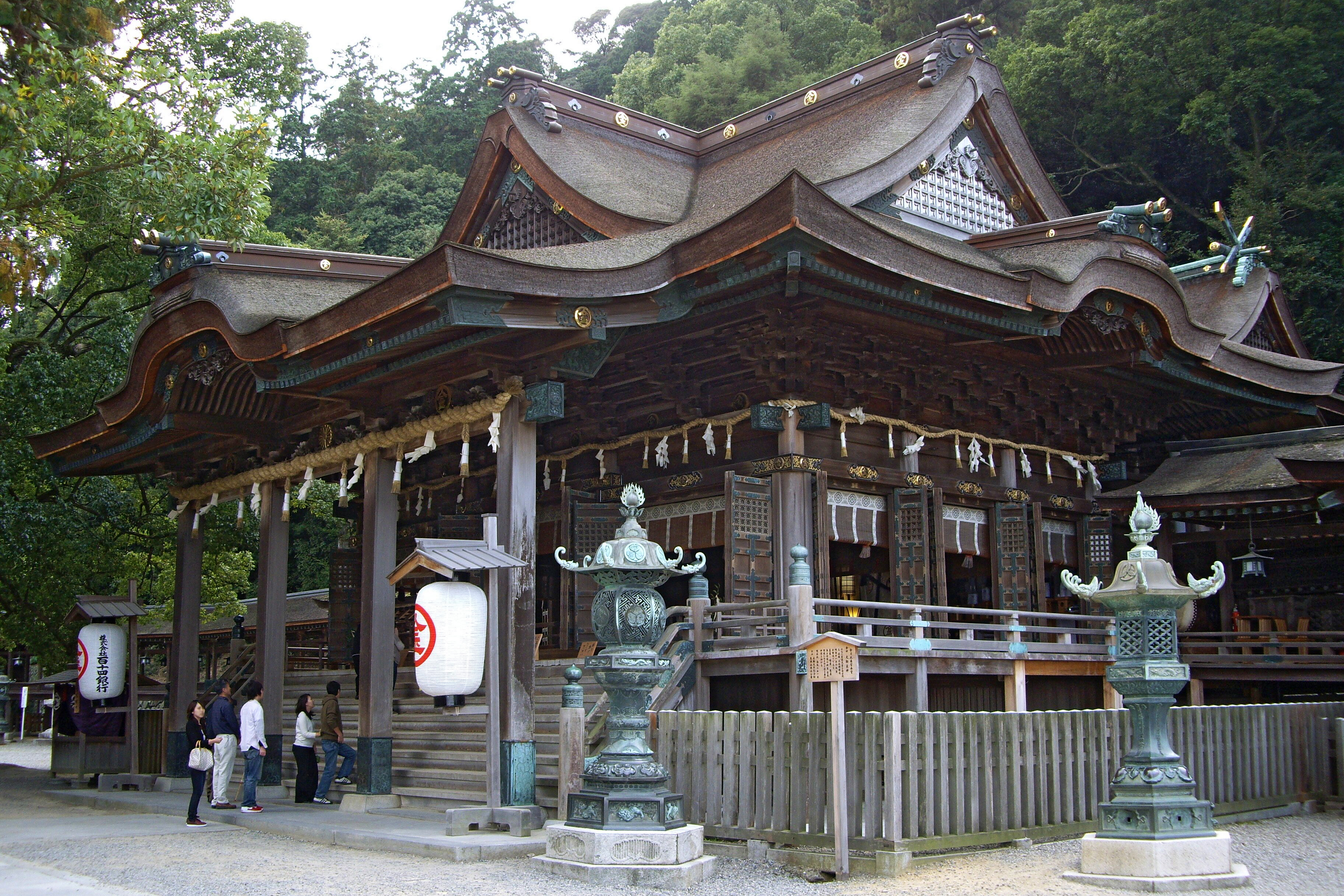
고토히라궁

고토히라궁(金刀比羅宮 고토히라구[*])은 일본 가가와현 나카타도군 고토히라정에 있는 신사이다.
조즈산 정상의 중간 지점인 521미터(1,709피트)에 위치한 이 신사는 본전까지 785개의 계단, 내궁까지 총 1,368개의 계단이 있다. 무로마치 시대부터 신사 참배가 인기를 끌었고, 오늘날에도 보통 하루에 수백 명의 방문객이 조즈산의 계단을 오른다. 신사로 가는 길에는 사케 박물관, 상점, 기증자의 이름이 한자로 새겨진 돌이 있다.

## 같이 보기
- 일본의 관광